# 乙川弘文
乙川弘文（日语：／ Otogawa Kōbun，1938年2月1日—2002年7月26日），原姓知野，是日本曹洞宗僧侶，長期在美國宣教。

## 生平
乙川弘文於1938年生於日本新潟縣加茂市一所曹洞宗寺院中，其父是一位世襲的曹洞宗僧侶。大學就讀駒澤大學，在京都大學取得碩士學位。
1967年，鈴木俊隆禪師邀請他至美國，傳播禪宗思想。
1979年，乙川弘文與其信徒，購買加州太平洋高中的校產，成立禪修中心。1983年，在此地建立慈光寺。
他於2002年7月26日在瑞士逝世，當時他下水搶救他不慎落水的五歲女兒瑪雅（Maya），兩人都不幸溺斃。

## 逸事
乙川弘文是蘋果公司的創辦者史蒂夫·賈伯斯（Steve Jobs）的精神導師與好友。他曾於1991年3月18日主持史蒂夫·賈伯斯和其妻子羅琳·鮑威爾（Laurene Powell）的婚禮。
史蒂夫·賈伯斯與克里斯安·布倫南（Chrisann Brennan）的女兒麗莎·布倫南·賈伯斯於其自撰的書《小人物:我的爸爸是賈伯斯》的第五章中的"我不想再這樣了"一節中指出，史蒂夫·喬布斯之所以會長期忽略對她的扶養和責任，就是出於乙川弘文給喬布斯的建議，書中記錄，乙川弘文告訴喬布斯，若生下的是女兒，喬布斯沒有照顧母女的義務。

## 外部連結
- 慈光寺乙川弘文首頁